# Darrick Forrest
Darrick Forrest (Columbus, 22 maggio 1999) è un giocatore di football americano statunitense che milita nel ruolo di safety per i Washington Commanders della National Football League (NFL).

## Carriera

### Washington Football Team/Commanders
Forrest al college giocò a football all'Università di Cincinnati. Fu scelto nel corso del quinto giro (163º assoluto) nel Draft NFL 2021 dal Washington Football Team. Nella sua stagione da rookie disputò 8 partite, nessuna delle quali come titolare, mettendo a segno 7 tackle.